# Memorial Cimurri 2008
Il Memorial Cimurri 2008, quarta edizione della corsa, si svolse il 4 ottobre 2008 su un percorso di 190 km. Fu vinta dall'ucraino Mychajlo Chalilov che giunse al traguardo con il tempo di 4h33'57". Era valida come evento dell'UCI Europe Tour 2008 categoria 1.1.
Partenza a Cavriago con 127 ciclilsti, di cui 54 portarono a termine il percorso.

## Ordine d'arrivo (Top 10)
| Pos. | Corridore            | Squadra       | Tempo    |
| ---- | -------------------- | ------------- | -------- |
| 1    | Mychajlo Chalilov    | Cer. Flaminia | 4h33'57" |
| 2    | Giovanni Visconti    | QuickStep     | a 1"     |
| 3    | Danilo Di Luca       | LPR Brakes    | s.t.     |
| 4    | Danilo Hondo         | Diquigiovanni | s.t.     |
| 5    | Mauro Finetto        | CSF Group     | s.t.     |
| 6    | Leonardo Bertagnolli | Liquigas      | s.t.     |
| 7    | Luca Mazzanti        | Tinkoff       | s.t.     |
| 8    | Oliver Zaugg         | Gerolsteiner  | s.t.     |
| 9    | Francesco Gavazzi    | Lampre-N.G.C. | s.t.     |
| 10   | Francesco Failli     | Acqua & Sap.  | s.t.     |